# Frohnleiten
Frohnleiten è un comune austriaco di 6 701 abitanti nel distretto di Graz-Umgebung, in Stiria. Il 1º gennaio 2015 ha inglobato i precedenti comuni di Röthelstein e Schrems bei Frohnleiten; ha lo status di città (Stadt).

## Monumenti e luoghi d'interesse
- Castel Weyer